# Mathilde Rivière
Mathilde Hélène Rivière (ur. 18 grudnia 1989 w Dreux) – francuska zapaśniczka walcząca w stylu wolnym. Olimpijka z Tokio 2020, gdzie zajęła czternaste miejsce w kategorii 57 kg.
Zajęła 26. miejsce na mistrzostwach świata w 2023. Brązowa medalistka mistrzostw Europy w 2017; piąta w 2019 i 2023. Piąta na mistrzostwach świata w 2017 roku. Dziewiąta na igrzyskach europejskich w 2015 i jedenasta w 2019. Piąta na igrzyskach wojskowych w 2019 roku.
Mistrzyni Francji w 2016, 2017, 2019 i 2020; druga w 2014 i 2015 roku.